# Castello di Morcote
La costruzione del castello di Morcote iniziò nel XII secolo. La costruzione, tuttavia, subì importanti modifiche nel XV secolo, anche per effetto di numerosi passaggi di mano, conquiste e riconquiste. Ad iniziare il secolo più travagliato della storia del castello fu lo scambio avvenuto il 16 settembre 1416 fra Filippo Maria Visconti e Loterio Rusca: il secondo cedette al primo la Val Chiavenna ottenendo in cambio il castello, che nel 1445 fu però espugnato da Franchino Rusca. Nel corso dello stesso anno, però, i comaschi ne ripresero il controllo e lo affidarono alla Repubblica ambrosiana. Il castello, però, fu nuovamente espugnato dai Sanseverino, che nel luglio del 1467 ne presero possesso e lo consegnarono a Bianca Maria Sforza. Un messo di Milano, nel prenderne possesso, prese nota degli armamenti: «Molto l'ha fornita de munitione et instrumenti da offendere et da difendersi», scrisse, parlando del castello come di «una superba e gagliarda fortelizia». Il Ducato di Milano ne fece il cuore della rete che difendeva la regione del Sottoceneri, e per renderla inespugnabile inviò l'ingegnere Benedetto Ferrini, che vi si presentò a gennaio o a febbraio del 1479. Tre anni dopo, comunque, Ettore Rusca, inviato come messo del Ducato, annotò che la fortezza era particolarmente robusta. Dopo che il castello era passato di nuovo nelle disponibilità dei Sanseverino nel 1484, nel 1512 fu conquistato dalla Confederazione Elvetica, che il 9 maggio 1513 ne dispose la dismissione: «Tutto quello che si trova nel Castello di Morcò fosse da trasportarsi a Lugano e quindi lasciato diserto».
Dopo la distruzione operata dagli elvetici rimangono le fondamenta di una torre quadrata, la cinta perimetrale, un torrione circolare, un rivellino e tracce del ponte levatoio.